# Мишићеви дани
Мишићеви дани је културно-туристичка манифестација, посвећена Живојину Мишићу, која се организује у Мионици. Од када су 1997. године становници Мионице одабрали дан рођења свог славног суграђанина за Дан општине Мионица, од тада почиње и траје манифестација.

Мишићеви дани традиционално почињу полагањем венаца на споменик Живојину Мишићу и подизањем заставе Манифестације на тргу војводе Живојина Мишића.
Овај културни и туристички догађај окупља познате уметнике, културне и научне раднике, а током манифестације организоване су књижевне вечери у библиотеци „Милован Глишић” и Културном центру Мионица, изложбе, дечије представе, фудбалски, кошаркашки, одбојкашки и шаховски турнири.
Током „Мишићевих дана” одржава се Велики дечији маскенбал – после дефилеа учесника маскенбала следи избор најлепше маске.